# Kevin Duffy

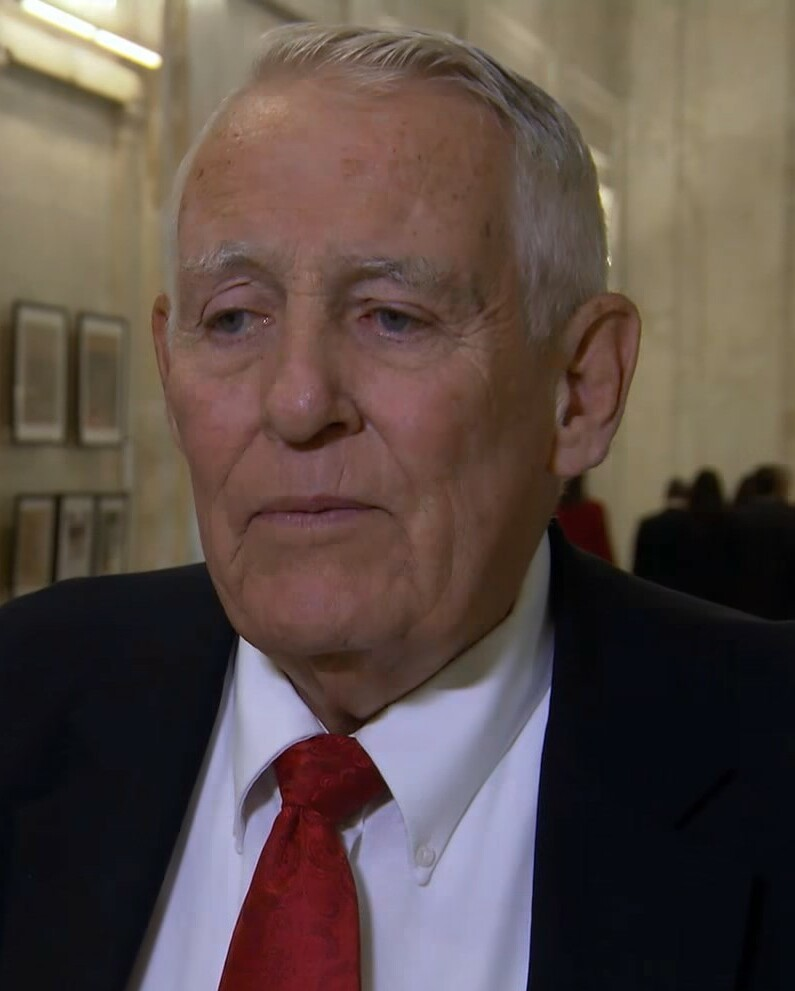
Kevin Duffy, 2014

Kevin Thomas Duffy (* 10. Januar 1933 in New York City, New York; † 1. April 2020 in Greenwich, Connecticut) war ein US-amerikanischer Jurist.

## Leben
Duffy studierte an der Fordham University und graduierte dort mit einem Bachelor of Arts (A.B.; 1954) sowie einem Bachelor of Laws (LL.B.; 1958) an der Law School der Universität. Von 1955 bis 1958 war er als Law Clerk bei Richter Joseph E. Lumbard am zweiten Bezirk des United States Court of Appeals tätig. Danach war er von 1958 bis 1961 Assistant United States Attorney im südlichen Distrikt von New York sowie gleichzeitig von 1959 bis 1961 stellvertretender Leiter der Criminal Division in demselben Distrikt. Anschließend praktizierte er von 1961 bis 1969 als Rechtsanwalt in New York City. Von 1969 bis 1972 war er Regional Administrator des New Yorker Regional Office der United States Securities and Exchange Commission.
Am 25. September 1972 wurde er von Präsident Richard M. Nixon zum Richter am United States District Court für den südlichen Distrikt von New York nominiert, um den vakanten Sitz von Richter Irving Ben Cooper neu zu besetzen. Am 12. Oktober 1972 wurde er vom Senat der Vereinigten Staaten bestätigt. Am 17. Oktober erfolgte seine Vereidigung.
Im Laufe seiner Richtertätigkeit saß er mehreren Prozessen mit großer Öffentlichkeitswirkung vor, etwa dem Prozess um den versuchten Raubüberfall auf einen Panzerwagen von Brink’s 1981, bei dem zwei Polizisten und ein Wachmann von Brink’s bei der anschließenden Schießerei getötet worden waren, 1985 einem Prozess gegen mehrere Mitglieder der Gambino-Familie, zwei Prozessen im Zusammenhang mit dem Bombenanschlag auf das World Trade Center 1993 und einem Prozess gegen Ramzi Ahmed Yousef.
Am 10. Januar 1998 wechselte er in den Senior Status und ging damit in den Semi-Ruhestand. Sein vakanter Sitz wurde mit Richard M. Berman neu besetzt. Am 30. September 2016 beendete er seine Richtertätigkeit. Ab 2017 war er als Berater in der Rechtsanwaltskanzlei seines Sohnes Kevin T. Duffy junior, Duffy & Staab, aktiv.
Neben seinen juristischen Tätigkeiten lehrte Duffy als Adjunct Professor an der Brooklyn Law School, der New York University School of Law, der Pace Law School und der Fordham University School of Law.
1984 erhielten Duffy und seine Frau zusammen die Fordham Law School Alumni Medal of Achievement.
Duffy war verheiratet und hatte vier Kinder, drei Söhne und eine Tochter. Seine Frau war Richterin am Family Court of the State of New York. Er lebte zuletzt in Greenwich, Connecticut. Er starb Anfang April 2020 im Alter von 87 Jahren während der COVID-19-Pandemie in den Vereinigten Staaten an den Folgen einer SARS-CoV-2-Infektion.